# Répcemicske
Répcemicske (németül: Strebersdorf, horvátul: Selce) Locsmánd része Ausztriában, Burgenland tartományban, a Felsőpulyai járásban.

## Fekvése
Felsőpulyától 10 km-re délkeletre a magyar határ mellett a Répce bal partján fekszik.

## Története
Területe már a római korban lakott volt, hiszem itt vezetett át a Rómát a Balti-tengerrel összekötő híres kereskedelmi útvonal, a borostyánút. 2009-ben osztrák régészek az út mentén három római katonai tábor maradványait fedezték fel.
A települést 1194-ben „Predium Mychsa” alakban Domonkos bánnak a heiligenkreuzi apátság részére írt adománylevelében említik először. Egy 1200 körül kelt oklevélben „Villa Michsa”, 1225-ben „Terre Myxa maior et minor”, 1412-ben „Pred. Mixa, Villa Mychsa”, a 15. században „Dorf Strobelstorff” néven említik. Már 1200 körül a borsmonostori apátság birtoka volt. 1225-ben két faluként, mint Kis- és Nagymicskét említik. 1275-ben már állt egy kápolna a településen. 1529-ben és 1532-ben elpusztította a török, de újjáépítették. Lakói 1570 körül evangélikusok lettek.
Vályi András szerint „MICSKE. Strébersdorf. Szeleze. Német falu Sopron Várm. földes Ura H. Eszterházy Uraság, lakosai katolikusok, fekszik Repcze vizéhez közel, határja közép termékenységű, réttye legelője meg lehetős, vagyonnyai is középszerűek.”
Fényes Elek szerint „Micske Strebersdorf, német falu, Sopron vgyében, Kőszeghez 1 1/4 mfd., 768 kath. lak. Van 18 urb. telke után 312 hold szántófölde, 136 h. kövér rétje a Répcze vize mellékén, legelő az urasági erdőben, melly 800 holdnyi, s fenyő-, nyirfákból áll. Van urad. sörház és göbölyhizlalás. Birja h. Eszterházy.”
Érdekesség, hogy a települést érintette volna az 1847-ben tervezett Sopron-Kőszeg-Szombathely-Rum-Zalaszentgrót-Nagykanizsa vasútvonal.
1869-ben egy tűzvészben megsemmisült a falu régi templomának tetőszerkezete. A templom teljes külső és belső helyreállítást igényelt volna. Végül a falu új templom építését határozta el, mely 1904-re épült fel. Önkéntes tűzoltóegyletét 1890-ben alapították. 1910-ben 508, többségben  német lakosa volt, jelentős magyar kisebbséggel. A trianoni békeszerződésig Sopron vármegye Felsőpulyai járásához tartozott, 1921-től a trianoni és saint germaini békeszerződések értelmében Ausztria részeként ugyanezen járás része Burgenlandban. 1945 után a kiépített vasfüggöny a települést keletről és délről elzárta a szomszédos falvaktól. Ennek következtében lakossága csaknem felére csökkent. 1956 novemberének második felében Magyarországról számos menekült itt lépte át a határt. Ma mintegy 275 lakosa van.

## Nevezetességei
- A Szent Kereszt Felmagasztalása tiszteletére szentelt római katolikus temploma 1904-ben épült a korábbi templom helyett neoromán stílusban. A templomot 1974-ben restaurálták.
- A szőlőhegyre vezető úton Varga József családja egy 14 stációból álló keresztutat építtetett, melyen egy Szent Hubertus tiszteletére szentelt kápolna, egy Mária-kápolna és egy 1926-ban emelt Szent József-szobor is áll.
- A faluban egy Szent Flórián kápolna is található.